# Reinos de los burgundios
Se conoce como reinos de los burgundios a un período histórico de la Alta Edad Media en que el pueblo romanizado de los burgundios alcanzó su auge establecido en el valle del Ródano, abarcando un amplio territorio localizado al sureste de la actual Francia, el norte de Italia y casi toda Suiza, conocido como Burgundia. 
Los burgundios fueron un pueblo de origen escandinavo, que tras un primer paso por las tierras del Vístula, se habían asentado en la zona próxima a Worms a principios del siglo V, tras el asalto de las tribus germánicas de la frontera del Rin. En el año 443 fueron reasentados dentro de los límites del Imperio Romano como pueblo foederati, pero su independencia finalizó en 534, sometidos a los francos merovingios.

## Reinos burgundios

### Asentamiento de Worms
Tras cruzar el limes del Rin (406), los burgundios bajo Gundahario se establecieron hacia 413 en torno a Worms, Estrasburgo y Espira, y obtuvieron reconocimiento por el emperador Honorio.
Desde estas posiciones se aliaron con el usurpador Jovino para expandir sus territorios, pero fueron detenidos temporalmente por Aecio. En 437, el mismo Aecio favoreció que un ejército huno destruyera el reino burgundio de Worms.

### Asentamiento en Sapaudia
Por razones no citadas en las fuentes, en 443 se les concedió, por segunda vez, a los burgundios la consideración de foederati. Aecio más que frenar el avance de los alamanes en la meseta suiza, quería asegurar algunos de los importantes pasos alpinos, como el Valais, y la conexión Rin-Ródano, que garantizaban la circulación entre la península itálica y la Galia y Germania. Al tiempo disponía de una reserva militar para controlar la Galia.
Un nuevo rey, Gondioc, presumiblemente hijo de Gundicar, parece haber reinado a la muerte de su padre. En total, desde ese momento ocho reyes burgundios de la casa de Gundicar gobernarán el reino hasta que sea tomado definitivamente por los francos en 534.
Los burgundios fueron reasentados en Sapaudia («país de los abetos»), un área localizada algo más al sur del anterior asentamiento de los burgundios, allende la gran curva del Rin, en la parte meridional de la Maxima Sequanorum. Al este, curso abajo del Ródano, se encontraban los alanos en torno a Lugdunum (hoy Lyon). No corresponde con ninguna región actual y comprendería los cantones suizos de Ginebra, Vaud y Neuchâtel y las regiones francesas próximas («savoyardes»), en lo que sería el germen de la actual Saboya. Era un amplio territorio que se extendía desde la meseta del Aar hasta el Rin, delimitado geográficamente por el río Ain, el Ródano, el Lago Lemán, el Jura y el río Aar y que incluía los lagos de Morat, Neuchâtel y Leman y ciudades como Ginebra, Noviodunum (o «Colonia Iulia Equestris», actualmente Nyon), Avenches (Aventicum, antigua capital de la Helvetia) y Vindonissa (uno de los principales campamentos romanos que protegían antiguamente el limes del Rin y que había sido sede de la Legio XIII Gemina y la Legio XXI Rapax, y que en ese momento ya había sido abandonado y ocupado por la población civil, y que corresponde con la actual Windisch).
Desde sus nuevas bases en Ginebra, los burgundios se expandieron hacia el sur por el valle del Ródano, y hacia el norte por el valle del Saona, en particular, alrededor de Dijon y Augustodunum (la "fortaleza de Augusto", la actual Autun).

#### Federados del Imperio

Europa en el año 450.

Como aliados de Roma en sus últimas décadas, los burgundios lucharon junto a Aecio y una confederación de visigodos y otros pueblos en la contienda que se libró contra Atila en la batalla de Chalons (también llamada Batalla de los Campos Cataláunicos) en el año 451. La alianza entre burgundios y visigodos parece haber sido fuerte, ya que Gondioc y su hermano Chilperico I también acompañaron en 455 a Teodorico II a Hispania para luchar contra los suevos (Jordanes, Getica, 231).
Asimismo en 455, una ambigua referencia —infidoque Tibi Burdundio ductu (Sidonio Apolinar en Panegyr. Avit. 442.)— implica a un inidentificado traidor caudillo burgundio en el asesinato del emperador Petronio Máximo, en el caos que precedió al saqueo de Roma por los vándalos. El patricio Ricimero fue también culpable; este evento marca la primera indicación de la relación entre los burgundios y Ricimero, el nuevo Magister militum y gobernante de facto del Imperio de Occidente en los años que siguieron. Para fortalecer alianzas, casó a una hermana suya con Gondioc, rey de los burgundios, y el hijo de ambos, Gundebaldo, crecerá bajo su tutela (John Malalas, 374).
Los burgundios, aparentemente confiados en su creciente poder, negociaron en 456 una expansión territorial y un nuevo reparto de poder con los senadores locales romanos (Mario de Avenches).
En 457 Ricimero derrocó a otro emperador, Avito, y situó a Mayoriano en el trono. Este nuevo emperador resultó inútil tanto para Ricimero como para los burgundios: al año de su ascensión, el general romano Egidio, enviado por Mayoriano, los despojó de las tierras que habían adquirido dos años antes y recuperó Lyon. Después de mostrar más signos de independencia, fue asesinado por Ricimero en 461, y ese mismo año, los burgundios, que seguían expandiéndose, recobraron Lyon, que pasó a ser una de las sedes de su reino (con Vienne y Ginebra).
Algunos años más tarde, en 472, Ricimero —en ese momento yerno de Antemio, emperador de Occidente— se asoció con Gundebaldo para matar a su suegro; Gundebaldo decapitó al emperador —al parecer, personalmente (Crónica Gallica 511; Juan de Antioquía, fr. 209; Jordanes, Getica, 239)—. Ricimero nombró entonces a un nuevo emperador, Olybrius, pero ambos murieron en unos meses, sorprendentemente de causas naturales. Gundebaldo parece haber sucedido a su tío como patricio, y su nombramiento como magister militum le permitió ejercer como hacedor de emperadores, situando a Glicerio en el trono (Marius de Avenches, Juan de Antioquía, fr. 209). El emperador de la parte oriental, León I, no aceptó este nombramiento y designó a Julio Nepote como emperador en la parte occidental. En 474 Gundebaldo abandonó Italia y huyó hacia Burgundia.

#### Unidad de los reinos burgundios
Hacia 480 falleció el rey Chilperico I de Burgundia sin hijos, y le sucedieron —siguiendo las costumbres hereditarias de los pueblos germánicos— sus cuatro sobrinos. Y aunque se repartieran el gobierno del reino, no dividieron el territorio: Gundebaldo recibió la parte principal y estableció su sede en Lyon; Godegisilo la fijó en Genava (Ginebra); Chilperico II en Valentia Julia y Gundemaro II en Colonia Julia Vienna (Vienne). (Gregorio, II, 28), aunque en algún momento parece que los tres hermanos pudieron vivir todos en Ginebra y luego cambiaron de ciudad.
En esos años la pujanza romana se estaba debilitando y los burgundios habían ampliado significativamente su reino. Es probable que una alianza con los alamanes —que avalan la similitud en la organización del poder y un cierto sincretismo cultural— les hubiera permitido su expansión conjunta en el dominio galorromano después de la caída del Imperio. Sin embargo, la unificación de su territorio no era todavía evidente, ya que los burgundios habrían adoptado un modo de organización similar al de los alamanes, con co-reinos en las principales ciudades ganadas a los galorromanos, que además de las capitales ya citadas (Lyon, Vienne, Valence y Ginebra) incluirían Vindobona y «Vesontio» (la actual Besançon), posiblemente compartida con los alamanes.
La unidad sí era clara, sin embargo, para el ejército burgundio en campaña, lo cual fue favorable para realizar nuevas conquistas: por el sur, la Sapaudia llegó a la Provenza en luchas contra el reino visigodo, también un reino en plena constitución y con el que en el año 478 sellaron un acuerdo fijando la frontera en el Durance. La separación montañosa de la cordillera de los Alpes les aisló del reino de Flavio Odoacro en Italia (y después del reino ostrogodo que le sucedió). Para ese entonces, la Sapaudia podía considerarse ya un verdadero reino que se extendía por todo el valle del Ródano hasta (Lyon), por el sur hasta la Provenza y los Alpes —ganaron el control total del Valais y los pasos alpinos—, y al este a casi toda Suiza.
Al norte, los burgundios remontaron el Saona a finales del siglo V hasta alcanzar el territorio de otro de los pueblos foederati, los francos. Las tribus francas, rodeadas por otros pueblos invasores —sajones por el norte, alamanes por el este, burgundios por el sureste y visigodos por el suroeste, Aquitania y a lo largo del Loira— se vieron forzadas a establecer entre ellas un pacto casi de supervivencia: los reinos francos surgidos de los Salios y unificados por Clodoveo I trataron las amenazas de sus vecinos, una por una, al principio del siglo VI, hasta lograr imponerse a todos ellos.
De acuerdo con Gregorio de Tours, los años que siguieron al retorno de Gundebaldo a Burgundia vieron una sangrienta consolidación de su poder, aunque esto es cuestionado por otros historiadores, como John B. Bury, que señala problemas en gran parte de la cronología de los acontecimientos que relata Gregorio.
Gundebaldo no se contentó con su parte y se volvió en contra de sus hermanos con la esperanza de convertirse en rey único. En 486 mató a Gundemaro, aunque se sabe poco de este encuentro, ya que no hay menciones específicas en las fuentes. Siete años después, en 493, asesinó a su otro hermano, Chilperico II, ahogó a su esposa y sus dos hijas fueron exiliadas: una de ellas, Crona, se convirtió en monja y la otra, Clotilde, se refugió con su tío Godegisilo. Este acordó en 493, en una de las alianzas matrimoniales tan queridas por los pueblos germánicos, de acuerdo con Gundebaldo, su matrimonio con el rey de los francos, Clodoveo I (ella haría posible la conocida conversión al catolicismo del rey franco).
Con las muertes de Gundemaro y Chilperico II, Gundebaldo llegó a ser el rey único de Burgundia, manteniendo su hermano Godegisilo el gobierno de los burgundios en Ginebra. En el año 494 Gundebaldo casó a su hijo Segismundo con Ariagne, una hija ilegítima del rey ostrogodo Teodorico el Grande —en ese entonces ya poderoso rey de Italia, que propiciaba este tipo de alianzas matrimoniales para convertirse de facto en rey de los pueblos germánicos—, sellando así una alianza que le permitirá extender su poder sobre el sudeste de la Galia (norte de la actual Italia, el oeste de Suiza y el sudeste de Francia), logrando la enemistad de los francos. Hacia 499, su hermano Godegisilo parece haber pactado con Clodoveo I para derrocarlo del trono.
Hacia el 500, cuando Gundebaldo y Clodoveo fueron a la guerra y se enfrentaron en la batalla de Dijon, Gundebaldo confiaba en que su hermano vendría con refuerzos y no en que se uniría a los francos. Juntas, las fuerzas de Godegisilo y Clodoveo aplastaron al ejército de Gundebaldo, aunque él logró huir, perseguido por Clodoveo, hasta Aviñón (Marius a. 500; Gregorio, II, 32). Gundebaldo se temió lo peor con el ejército de Clodoveo a sus puertas. Envió a uno de sus hombres, llamado Aridio, para convencer a Clodoveo de que le repusiese en el trono a cambio de un tributo anual, petición a la que Clodoveo parece haber accedido. Gundebaldo, temporalmente confinado en Aviñón, pudo volver a reconstruir su ejército y, rompiendo el acuerdo con Clodoveo, sitió a su hermano Godegisilo en la ciudad de Vienne. Con el hambre, Godegisilo expulsó a la gente común de la ciudad, y un indignado artesano, buscando venganza, se dirigió a Gundebaldo, que con su ayuda irrumpió en la ciudad por un acueducto. Godegisilo fue asesinado en el año 501 en una iglesia arriana junto con el obispo de la ciudad.
Tanto si Gundebaldo y Clodoveo reconciliaran sus diferencias, como si Gundebaldo se viera forzado a algún tipo de vasallaje por la anterior victoria de Clodoveo, Gundebaldo hizo la paz con los francos y aparece ya como único rey de los burgundios (por ejemplo, Gregorio, II, 33). En 507 los habría ayudado en la victoria sobre los visigodos de Alarico II, en la que los francos, tras cruzar el Loira hacia Tours, los enfrentaron en una llanura próxima a Poitiers en la Batalla de Vouillé. Convertido al catolicismo, Gundebaldo murió pacíficamente, sucediéndole su hijo Segismundo en 516. (También tuvo otro hijo, Gundemaro III, que sucedería a su hermano después de su muerte en 524.)

#### La caída del reino

Burgundia, como integrante de los reinos francos en el después de la guerra de Burgundia.

En un primer momento aliado de los francos y los ostrogodos, a Segismundo le costó mantener tales alianzas. La situación estalló en el año 522, cuando tras haber contraído segundas nupcias con Constance, Segismundo hizo asesinar a su propio hijo Sigerico, después de acusarle de amparar un complot con su abuelo Teodorico, aunque probablemente para eliminarle de la sucesión real. La muerte de ese nieto deterioró aún más sus relaciones con los ostrogodos, ya en entredicho tras la conversión de Segismundo al catolicismo (los ostrogodos seguían siendo arrianos). La alianza entre burgundios y ostrogodos se vio suspendida y Teodorico ocupó el territorio entre el Durance y el Isère.
La guerra con los francos, conocida como Guerra de Burgundia (523-524), comenzó ese año de 523 a instancias de Clotilde, que vio llegado el momento de vengar la muerte de padre y tío. Sus tres hijos, Clodomiro, Childeberto I y Clotario I —ya reyes francos herederos a la muerte de su padre Clodoveo—, organizaron una expedición contra los burgundios. Segismundo los dirigió contra la invasión pero, derrotado, tuvo que huir para buscar refugio en la Abadía de Agaune (ahora Saint-Maurice en el Valais): se puso el hábito de monje y se escondió en una celda. Allí fue capturado por Clodomiro, que lo llevó como prisionero y garantía, una vez acabada la expedición, junto a su familia, a Orleans, su capital. Los tres hermanos volvieron a sus reinos, dejando algunas guarniciones en Burgundia.
El otro hermano de Segismundo, Gundemaro III, logró regresar triunfalmente a la cabeza de las tropas enviadas por su aliado y pariente, Teodorico el Grande, con el que consiguió rehacer su alianza y recuperar Burgundia; hizo masacrar a las guarniciones dejadas por los francos y se proclamó rey.
El 1 de mayo de 524 Clodomiro hizo entonces arrojar, en Orleans, a un pozo a Segismundo y a sus dos hijos, Gisald y Gondebaud (Marius d'Avenches). Luego, a la cabeza de las tropas francas, se embarcó en una segunda expedición contra los burgundios y los ostrogodos. Durante esa segunda expedición, Clodomiro perdió la vida en la Batalla de Vézeronce el 25 de junio de ese mismo año. Sus tres hijos fueron recogidos por su madre hasta que se casó con Clotario I, que los hizo matar, quedando vivo solo Clodoaldo, porque huyó. Este, conocido con el nombre de Saint Cloud, se hizo abad de Nogent prefiriendo renunciar a su cabellera, símbolo de la realeza, antes que a la vida.
Los francos se retiraron de Burgundia en ese momento y dieron temporalmente la lucha por finalizada. Después de la muerte de Teodorico, en agosto de 526, los francos se volvieron contra los burgundios, de 526 a 532, cuando finalmente perdieron la Batalla de Autun y también, y para siempre, su independencia política. Teodeberto, rey de Reims, recibió el norte (Langres, Besançon, Autun, Châlon, Aventicum-Vindonissa, Octodurus); Childeberto, rey de París, el centro (Lyon, Mâcon, Vienne, Grenoble y quizás Ginebra y Tarentaise); y Clotario, rey de Soissons, presumiblemente el sur hasta la Durance. Desde entonces, Burgundia formará parte de los reinos de la Dinastía Merovingia, y los mismos burgundios serán absorbidos también.

## Población y colonización del territorio
El tamaño de la población burgundia establecida en Sapaudia en 443 ha sido ampliamente debatido, con muy diversas estimaciones. A partir de los aproximadamente 80.000 burgundios que llegaron a orillas del Rin en 370, de los 20.000 abatidos en 436 y los 3.000 que habrían derrotado a 10.000 hunos en la orilla derecha del Rin en 430, se infiere una gran población que habla de una ola de inmigración masiva.
La comparación con otras tribus bárbaras «foederati» instaladas en el Imperio o con otros pueblos germánicos da unas estimaciones más bajas, que van desde 25.000 (incluidos 5.000 guerreros) a una población entre 5.000-10.000 (con 1.000 o 2.000 guerreros). Por su parte, el estudio demográfico de los cementerios arroja una evaluación de toda la población del reino burgundio entre 300.000-500.000 habitantes (de los cuales alrededor de 80.000-100.000 estarían en la parte oriental suiza), repartidos en una área de aproximadamente 50.000-60.000 km². Los burgundios representarían, según algunos autores, entre un tercio y una décima parte de la población de Sapaudia, pero entre el 5-10% a menos del 1% de todo el reino.
Después de establecerse en Sapaudia en 443 y en la provincia de Lyonnaise en 457, las tropas burgundias probablemente fueron consideradas como «hospites» ("huéspedes") en virtud de las disposiciones legales relativas al acantonamiento de las tropas romanas. Este sistema parece haber dado paso a continuación a la cesión de una parte de los ingresos fiscales, sin cambiar la propiedad de la tierra, y luego a una transferencia de bienes inmobiliarios, como queda reflejado en la manera de fijar el reparto definida por la «lex Burgundionum». Este reparto asignaba a los burgundios las dos terceras partes de tierra cultivable, un tercio de los esclavos y la mitad de las casas, granjas, jardines, bosques y pastos.
Como los invasores eran una minoría, no podían imponer su idioma, pero algo influyeron en el latín hablado por los habitantes de la zona. Más adelante, una nueva ola de transformaciones lingüísticas condujo a la gradual desaparición de latín hablado, que se transformará en diversos dialectos franco-provenzales que se designan despectivamente con el término "patois". Esta transformación idiomática se desarrollará entre los siglos V y IX.
La integración extremadamente rápida de los burgundios y la ausencia de artesanado propio hace difícil identificarlos sobre la base de criterios arqueológicos, debiendo de considerarse indirectamente según el territorio donde ejercieron su soberanía —que cubriría unas 32 ciudades—, el aire cultural —manifestado sobre todo en las muestras de la vida cotidiana, como en algunas costumbres y particularidades de la vestimenta romano-burgundia—, y finalmente en los propios asentamientos burgundios en sentido estricto, donde estaría el grueso de los grupos de inmigrantes. La evidencia arqueológica de estos asentamientos se encuentran especialmente en la zona de Ginebra y en el territorio de Sapaudia.
Los elementos más característicos de su vestimenta son las fíbulas germánicas antiguas (fíbulas encabezadas por aves, fíbulas arqueadas), collares de hierro, pequeños pendientes. Además destacan por los espejos de metal de origen oriental y por los cráneos deformados artificialmente, que originalmente fueron atribuidos a los contactos que tuvieron con los hunos. El estudio de los cementerios de Sézegnin y de Monnet-la-Ville (Jura) mostró que los burgundios compartieron sus lugares de enterramiento con la población romana.

## Las leyes burgundias
Los burgundios dejaron tres códigos legales, que se encuentran entre los primeros promulgados de cualquiera de los reinos foederati. Durante el periodo de revueltas, en algún momento entre el 483-501, Gundebaldo comenzó a establecer la Lex Gundobada, promulgando aproximadamente la primera mitad, que se basaba en la Lex Visigothorum" (Drew, p. 1). A raíz de la consolidación de su poder, entre 501 y su muerte en 516, Gundebaldo publicó la segunda mitad de su ley, que era genuinamente más burgundia.
El «Liber Consitutionum sive Lex Gundobada» (Libro de la Constitución a raíz de la Ley de Gundobado), también conocida como la Lex Burgundionum, o más simplemente la Lex Gundobada o el Liber, se publicó en varias partes entre 483 y 516, principalmente por Gundebaldo, y también por su hijo, Segismundo (Drew, p. 6-7). Es un registro del derecho consuetudinario burgundio y es un ejemplo típico de los códigos de derecho germánico de ese período. En particular, el Liber toma mucho prestado de la Lex Visigothorum (Drew, p. 6) y más tarde influyó en la Lex Ribuaria (Rivers, p. 9). El Liber es una de las fuentes primarias para conocer la vida contemporánea burgundia, así como para la historia de sus reyes.
Al igual que muchas de las tribus germánicas, las tradiciones jurídicas burgundias permitían la aplicación de leyes distintas para distintas etnias. Así, además de la Lex Gundobada, Gundebaldo también emitió (o codificó) un conjunto de leyes para asuntos romanos del reino burgundio, la Lex Romana Burgundionum (El Derecho Romano de los burgundios).
Además de los códigos anteriores, el hijo de Gundebaldo, Segismundo, publicó más tarde la Prima Constitutio.

## Religión
En algún momento de su estancia en las tierras orientales del Rin, los burgundios habrían sincretizado su politeísmo germánico con la religión galo-romana y el arrianismo imperantes en la zona, como sus vecinos los gépidos. Esta forma de cristianismo resultaría una fuente de sospecha y desconfianza entre ellos y la entonces calcedonia pars occidentalis. Esas divisiones estaban, evidentemente, curadas o en curación hacia el año 500, como muestra Gundebaldo, uno de los últimos reyes burgundios, que mantenía una estrecha amistad personal con Avitus, el católico obispo de Vienne. Por otra parte, el hijo y sucesor de Gundebaldo, Segismundo, se convirtió él mismo en el año 515, fundó la Abadía de San Mauricio de Agauno, fortaleciendo así su conversión y la de su pueblo (hay numerosas pruebas de ello, incluyendo la conversión de varias mujeres destacadas de la familia gobernante).